# دائرة آنس هينولت
دائرة آنس هينولت هي إحدى الدوائر الثلاث في إدارة أنس الكبرى في هايتي، تقع في شمال غرب الدولة.